# Granton (Verenigde Staten)
Granton is een plaats (village) in de Amerikaanse staat Wisconsin, en valt bestuurlijk gezien onder Clark County.

## Demografie
Bij de volkstelling in 2000 werd het aantal inwoners vastgesteld op 406. In 2006 is het aantal inwoners door het United States Census Bureau geschat op 391, een daling van 15 (-3,7%).

## Geografie
Volgens het United States Census Bureau beslaat de plaats een oppervlakte van 1,5 km², geheel bestaande uit land. Granton ligt op ongeveer 341 m boven zeeniveau.

## Plaatsen in de nabije omgeving
De onderstaande figuur toont nabijgelegen plaatsen in een straal van 24 km rond Granton.